# Даримбетов, Байдалы Нуртаевич
Байдалы Нуртаевич Даримбетов — Депутат Верховного Совета Республики Казахстан 13-го созыва, кандидат экономических наук, Заместитель Управляющего делами Президента Республики Казахстан в 2002-2003 годах. Кандидат экономических наук, тема диссертации: «Особенности экономического кризиса в постсоциалистических странах (на примере Республики Казахстан)», (2000)

## Биография
В 1981 году окончил Казахский педагогический институт имени Абая по специальности «Казахский язык и литература». В 1989 году — Карагандинский кооперативный институт по специальности «Экономика». В 1994 году — Российскую Академию Труда и Социальных Отношений.
В 1977 — Пионервожатый.
В 1982—1983 — Учитель.
В 1983—1992 — Старший товаровед Никольского горторга, заместитель директора областной оптовой базы «Казторгодежда», директор Никольского горторга.
В 1992—1994 — Председатель АО «Береке».
В 1994—1995 — Депутат Верховного Совета Республики Казахстан 13-го созыва. Председатель подкомитета по ВЭС Комитета Верховного Совета Республики Казахстан по экономической реформе.
В 1995 — Вице-президент госконцерна «Казахкитап».
В 1996—1997 — Директор учебно-спортивного комплекса «Достык».
В 1997 — Директор Центрального стадиона города Алматы.
В 1997—1998 — Генеральный директор ГК СП «Чимбулак».
В 1998—1999 — Аким Бостандыкского района города Алматы.
В 1999—2002 — Начальник ХОЗУ Управления делами Президента Республики Казахстан.
В 2002—2003 — Заместитель Управляющего делами Президента Республики Казахстан.
В 2004—2008 — Государственный инспектор Государственной инспекции Управления организационно-контрольной работы и кадровой политики, отдела государственного контроля и организационной работы Администрации Президента Республики Казахстан.
В 2008—2010 — Президент АО «Пассажирские перевозки».